# Yeidckol Polevnsky
Yeidckol Polevnsky Gurwitz (n. como Citlali del Carmen Ibáñez Camacho o Citlali Ibáñez Ávila o Citlali Ibáñez Camacho el 25 de enero de 1958 en la Ciudad de México) es una política mexicana, miembro del Partido del Trabajo. Fungió como presidenta de la Cámara Nacional de la Industria de la Transformación, siendo la primera mujer en dirigirla entre 2002 y 2004. Fue senadora de la República por el Estado de México de 2006 a 2012. Fue Secretaria General de Morena desde 2015 hasta 2020 presidenta nacional del 12 de diciembre de 2017 al 26 de enero de 2020. Desde el 1 de septiembre de 2021 hasta el 31 de agosto de 2024 fue diputada federal plurinominal al Congreso de la Union.

## Carrera empresarial
Yeidckol Polevnsky ocupó varios cargos en la Cámara Nacional de la Industria de la Transformación (Canacintra). Su primer cargo de dirección en Canacintra fue presidenta de la Comisión de Enlace con la entonces Secretaría General de Protección y Vialidad, y presidenta de la Comisión de Enlace con el DDF, en 1988. De 1998 al año 2000 fue presidenta del Consejo Coordinador de Industrias Diversas y presidenta de la Comisión de Vinculación con Entidades Educativas[cita requerida].
En el año 2000 llegó a dirigir como vicepresidenta a la Canacintra y posteriormente fue la primera presidenta de esta en 2002, cargo que mantuvo hasta 2004. Posteriormente pasó a ser presidenta de varios comités directivos y comités nacionales. Fue presidenta de la Sección 114 Actividad Artesanal; vicepresidenta del Consejo Coordinador de Industrias Diversas; vicepresidenta del Comité Directivo de Gran Industria.
Ha ocupado cargos directivos en Nacional Financiera (Nafin); del Banco de Comercio Exterior (Bancomext); del Consejo Coordinador Empresarial (CCE) y del Consejo para el Diálogo de los Sectores Productivos.
Ha sido integrante del Comité de Competitividad (2009-2011), Presidenta del Comité de Competitividad (2009-2010), Presidenta de la Primera Comisión Permanente del Congreso de la Unión en 2010, Presidenta de la Comisión de Desarrollo Urbano y Ordenamiento Territorial (2009-2011), Secretaria de la Comisión de Relaciones Exteriores (2009-2011), Integrante de la Comisión de Relaciones Exteriores Europa (2009-2011), representante ante el Consejo de Europa (2006-2011) y Presidenta Fundadora del capítulo México de Globe International.

## Carrera política

### Candidata a gobernadora del Estado de México (2005)
En 2005 se presentó como candidata del Partido de la Revolución Democrática (PRD) al gobierno del Estado de México. Fue vencida por el candidato del Partido Revolucionario Institucional (PRI), Enrique Peña Nieto, sin embargo fue el mayor número de votos que el PRD tuvo en la entidad para entonces. Posteriormente se integró al equipo de la campaña del precandidato a la Presidencia de México entonces, Andrés Manuel López Obrador y fue Coordinadora de Redes Ciudadanas en el Estado de México.
|  | 47.6 % |

|  | 24.7 % |

|  | 24.3 % |

|  | 1.02 % |

|  | 0.2 % |

|  | 100 % |

Fuente: Instituto de Mercadotecnia y Opinión
En 2006 Polevnsky fue postulada como candidata al Senado de la República del PRD por el Estado de México, resultó elegida con la representación en primera formula, con un millón doscientos mil votos. Posteriormente fue vicepresidenta del senado  (2006-2009).

### Precandidata a gobernadora del Estado de México (2011)
Ante el anuncio de la postulación de la senadora Yeidckol Polevnsky por el movimiento afín a Andrés Manuel López Obrador, el 22 de noviembre Marcelo Ebrard reiteró su apoyo a una posible alianza PAN-PRD para la gubernatura y consideró que la precandidatura de Polevnsky no es definitiva, además la dirigencia estatal del PRD rechazó cualquier posibilidad de postularla, de acuerdo al dirigente estatal Luis Sánchez Jiménez. Al final se formó una alianza PRD-PT-Convergencia encabezada por Alejandro Encinas Rodríguez.

### Secretaria General de Morena (2015-2020)
A partir de 2012, Polevnsky no ocupó ningún cargo público ni partidista, pero trabajó en la construcción de la tercera campaña presidencial de López Obrador. Fue hasta 2015 que la mexiquense asumió la secretaría general del recién creado partido Morena, junto con Andrés Manuel López Obrador como presidente nacional del partido. 

### Presidenta Nacional de Morena (2017-2020)
Dos años después en 2017 tomó las riendas como presidenta en funciones del partido, una vez que López Obrador solicitó licencia indefinida para ser candidato presidencial en las elecciones de 2018. Con Polevnsky como presidenta, el Movimiento Regeneración Nacional consiguió una victoria contundente en las elecciones federales de 2018, a través de la coalición "Juntos haremos historia" entre MORENA-PT-PES llevando a Andrés Manuel López Obrador a la presidencia de la república, y obteniendo las mayorías calificadas en la cámara de diputados y en el senado. A mediados de 2019 Polevnsky anunció sus intenciones de contender para ocupar por un segundo mandato, y su primero completo, en la dirigencia nacional de Morena.

## Vida personal
Hija de la señora Guillermina Camacho Amescua y el coronel Cuitláhuac Ibáñez Treviño, tuvo una infancia difícil, primero el inestable matrimonio Ibáñez-Camacho culmina en divorcio cuando Yeidckol (entonces llamada Citlali) aún era una niña pequeña, en una época en la que era mal visto que las mujeres se separaran de sus esposos. Buscando protección para alejar al coronel Ibáñez, su exmarido, la señora Camacho finge ser pariente del presidente Manuel Ávila Camacho, lo que posteriormente le acarrearía grandes problemas a la familia. Sin embargo toda esta inestabilidad vendría a tener su punto culminante cuando en 1970 Citlali, siendo tan solo una niña de doce años, quedara embarazada en circunstancias muy controvertidas para la época. Teniendo que abandonar la escuela y, aunado a las dificultades anteriores de su vida, su madre tomo la medida desesperada de proteger a su familia del escarnio público, cambiándole el nombre a ella y a sus hermanos, y de adoptar al hijo de Yeidckol como propio.

### Nombre personal
En conferencia de prensa el 2 de marzo de 2005 Polevnsky explicó que su nombre original es Citlali Ibáñez Camacho, pero que, debido a conflictos familiares, su madre decidió modificarlo a "Yeidckol", que tiene significado hebreo y quiere decir "el llamado de Dios". En esa misma conferencia de prensa, sostuvo que desconocía la existencia de tres actas de nacimiento a su nombre. Esta conferencia se realizó a raíz de que durante su campaña electoral como candidata al puesto de gobernador del Estado de México se diera a conocer su nombre legal. El periodista José Contreras refiere que, en 2007, Polevnsky declaró en una entrevista que su nombre era polaco.